# Tipula smithae
Tipula smithae är en tvåvingeart som beskrevs av Alexander 1968. Tipula smithae ingår i släktet Tipula och familjen storharkrankar. Inga underarter finns listade i Catalogue of Life.